# Dominique Vidal
Pour les articles homonymes, voir Dominique Vidal (homonymie) et Vidal.
Dominique Vidal, né à Paris le 18 juin 1950, est un journaliste et essayiste français.

## Biographie

### Jeunesse
Dominique Vidal, est né à Paris le 18 juin 1950, fils du linguiste judéo-espagnol et victime de la Shoah Haïm Vidal Sephiha, d'origine turque et de Jacqueline Wolf, militante pour le FLN.
Il est titulaire d'une maîtrise en philosophie et d'un diplôme d'études approfondies d'histoire.

### Carrière
Dominique Vidal devient en 1968 un des dirigeants de l'Union des étudiants communistes et rédacteur en chef du Nouveau Clarté, mensuel de cette organisation, puis de L'Avant-Garde.
Il poursuit sa carrière professionnelle dans le journalisme, au sein des hebdomadaires liés au Parti communiste français France Nouvelle, puis Révolution où il est chef de la rubrique « Monde » de 1980 à 1986 et dont il est licencié avec les deux tiers de la rédaction en 1987.
Il travaille ensuite dans le journal chrétien La Croix de 1988 à 1991, puis pour différents journaux dont Jeune Afrique, hebdomadaire panafricain. Il est ensuite directeur international du Centre de formation et de perfectionnement des journalistes (CFPJ) et président de l'Association européenne de formation au journalisme (AEFJ). À cette époque, il crée des filiales internationales francophones post-graduate du CFPJ à Prague, au Caire, à Phnom Penh à Moscou et à Beyrouth - elles formeront de jeunes journalistes durant dix à quinze ans.
En 1995, il rejoint l'équipe permanente du Monde diplomatique dont il devient rédacteur en chef adjoint, puis responsable des éditions internationales et du développement.
Entre 2009 et 2022, il dirige avec Bertrand Badie la livraison annuelle de L'état du monde aux éditions La Découverte. Depuis 2022, il co-dirige, toujours avec Bertrand Badie, la collection « Le monde d'après » aux éditions Les Liens qui libèrent.
Il est par ailleurs membre du bureau de l'Institut de Recherches et d'études Méditerranée Moyen-Orient (Iremmo), un think tank français indépendant dont il coordonne les débats. Il participe par ailleurs à l'accompagnement de La Chance, pour la diversité dans les médias, qui prépare des étudiants boursiers aux concours des écoles de journalisme.[pertinence contestée]

## Prises de positions
Dominique Vidal consacre au conflit israélo-palestinien de nombreux livres, seul ou en collaboration, notamment avec son collègue Alain Gresh. 
Il se réfère souvent aux nouveaux historiens israéliens, et est aussi l'auteur d'une synthèse des travaux des nouveaux historiens allemands sur la Shoah.
Entre 2003 et 2005, il coécrit avec Leïla Shahid, déléguée générale de la Palestine en France et le militant antisioniste Michel Warschawski, un livre intitulé : Les banlieues, le Proche-Orient et nous. Le livre est préfacé par Isabelle Avran, vice-présidente de l’Association France-Palestine Solidarité (AFPS), qui se réjouit : « le “trio” a rencontré près de 18 000 personnes au rythme de grands meetings ou de débats plus intimes ». Vidal écrit divers ouvrages sur les banlieues. De plus, il participe au 60e anniversaire de la « Nakba » à Paris.
Vidal est favorable à « l’établissement d’un État palestinien (qui) constitue peut-être la dernière chance de l’option bi-étatique, autrement dit de l’insertion durable d’Israël dans son environnement arabo-musulman en révolution » car « Concrètement avec le différentiel démographique, les habitants du ‘Grand Israël’ malgré la colonisation, seront en majorité arabes ».
Pour Dominique Vidal, le « silence » des médias face aux souffrances palestiniennes (notamment à Jérusalem-Est) favoriserait l'antisémitisme, et il évoque la puissance des « lobbys ».
Dans une interview de Témoignage chrétien, il considère la notion de « peuple juif » comme un postulat contestable du sionisme en se référant aux travaux du nouvel historien Shlomo Sand. Il y définit le sionisme comme mouvement « nationaliste et colonial » mais non-raciste. Il y reconnait aussi que « Certaines personnes camouflent leur antisémitisme derrière un discours antisioniste hystérique. » mais considère qu'il s’agit d’un phénomène marginal.

## Critiques et réponses
Ses opinions sont parfois décrites comme d’extrême gauche antisioniste,. Il est ainsi critiqué par Sylvain Attal qui lui reproche de défendre une thèse « jumelle de celle du révisionniste Roger Garaudy ». Pour le chercheur Lucien Samir Oulahbib, les analyses de Vidal sont orientées.
Dans son analyse de l'antisémitisme, le professeur Alvin Hirsch Rosenfeld (en) considère que Dominique Vidal minimise les violentes attaques antisémites commises par des individus arabo-musulmans.
Pierre-André Taguieff, qui le décrit comme un journaliste-militant antisioniste, voit une négation du droit à l’existence d’Israël dans son livre Le péché originel d’Israël, un ouvrage qui — sous-titré  l'expulsion des Palestiniens revisitée par les « nouveaux historiens » israéliens — présente, selon Françoise Germain-Robin, une synthèse de l'œuvre de ces nouveaux historiens, lesquels « provoquent dans leur pays passions et polémiques ».
Face aux accusations d'antisémitisme, Vidal se défend en soutenant la thèse d'un « chantage inacceptable (à l'antisémitisme) » alors qu'il ne s'agit pour lui que de critiquer la politique israélienne,, et avance « leur manipulation ».

## Ouvrages

### Sur le Proche-Orient
- avec Alain Gresh, Proche-Orient: une guerre de cent ans, Editions Sociales, 1982[23].
- avec Alain Gresh, Les 100 Clés du Proche-Orient, Autrement, 1986, réed. 2011, Fayard.  (ISBN 978-2-81850-096-5) (présentation de l'ouvrage sur le site de l'éditeur)
- avec Alain Gresh, Palestine 47, un partage avorté, Complexe, 1987 ; rééd. 1994.  (ISBN 978-2-87027-214-5)[24]
- avec Joseph Algazy, Le péché originel d'Israël : l'expulsion des Palestiniens revisitée par les « nouveaux historiens » israéliens, Paris, Les éditions de l'Atelier, 1998, 207 p.  (ISBN 2-7082-3376-9)[19]
- Israël, une société bousculée, Éditions du Cygne, 2007.  (ISBN 978-2-84924-033-5) (présentation de l'ouvrage sur le site de l'éditeur)
- avec Sébastien Boussois, Comment Israël expulsa les Palestiniens (1947-1949), Éditions de l'Atelier, 2007.  (ISBN 978-2-7082-3966-1)[25]
- Palestine-Israël : un État, deux États?, Actes Sud, 2011,  (ISBN 978-2330002350) (présentation de l'ouvrage sur le site de l'éditeur)
- avec Michel Warschawski, Un Autre Israël est possible, Éditions de l'Atelier, 2012.  (ISBN 978-2708241916)
- Palestine : le jeu des puissants (dir.), Sindbad Actes Sud, 2014,  (ISBN 978-2-330-03749-9)
- Antisionisme = antisémitisme ? Réponse à Emmanuel Macron, Libertalia, 2018.  (ISBN 978-2377290284)[26]
- avec Philippe Rekacewicz, Palestine-Israël. Une histoire visuelle, Seuil, 2024.

### Sur les banlieues
- avec Karim Bourtel, Le Mal-être arabe. Enfants de la colonisation, Agone, 2005.  (ISBN 2-7489-0045-6) (page consacrée au livre sur le site de l'éditeur)
- avec Leïla Shahid, Michel Warschawski et Isabelle Avran, Les Banlieues, le Proche-Orient et nous, Éditions de l'Atelier, 2006.  (ISBN 2-7082-3855-8)[27]

### Sur la Shoah
- Les historiens allemands relisent la Shoah, Complexe, 2002.  (ISBN 2-87027-909-4)[28]
- Shoah, génocides et concurrence des mémoires, Éditions du Cygne, 2012  (ISBN 978-2-84924-261-2)

#### Apparentés
- Le Mal-être juif : Entre repli, assimilation & manipulations, Agone, 2003.  (ISBN 2-7489-0017-0) (présentation de l'ouvrage sur le site de l'éditeur)[29]
- Antisionisme = antisémitisme ? Réponse à Emmanuel Macron, Libertalia, 2018 (ISBN 978-2377290284)[26]

### Sur l'extrême droite
- Le Ventre est encore fécond. Les nouvelles extrêmes droites européennes, Libertalia, 2012.  (ISBN 9782918059301)
- Les Nationalistes à l'assaut de l"Europe (dir.), L’Harmattan, 2020.  (ISBN 978-2343203003)

### Sur les médias
- avec Serge Halimi, L'Opinion, ça se travaille, Agone, 2002 rééd. actualisée et augmentée avec Serge Halimi, Henri Maler et Mathias Reymond, Agone, 2014.  (ISBN 9782748902198)[30]

### Autres
- avec Éric Venturini, Portraits de China Town, le ghetto imaginaire, Autrement, 1987
- avec Christine Queralt, Promenades historiques dans Paris, éd. Liana Levi, 1991 et 1994
- Le monde ne sera plus comme avant, (dir. avec Bertrand Badie), Paris, Les Liens qui Libèrent, 2022

### CollectionL'État du monde
Depuis 2009, Dominique Vidal dirige, avec Bertrand Badie, spécialiste des relations internationales, la publication annuelle de l'ouvrage collectif de géopolitique : L'État du monde, aux éditions La Découverte. L'édition 2012, par exemple, intitulée Nouveaux acteurs, nouvelle donne, analyse les bouleversements survenus en 2011 dans divers domaines, tels que la politique, l'économie, le social, l'environnement et la technologie. Celle de l'année 2015, sous-titrée Nouvelles guerres, traite des nouvelles formes que prennent les conflits dans le monde, du fait de l'implication de belligérants autres qu'étatiques,,.